# فیلیپووو (استان خاسکوو)
فیلیپووو (به بلغاری: Filipovo) یک منطقهٔ مسکونی در بلغارستان است که در توپولوفگراد واقع شده‌است.